# Team Astromega
Team Astromega é uma equipa de automobilismo da Bélgica, baseada em Heist-op-den-Berg e criada em 1995 por Mikke Van Hool. Actualmente a equipa compete na A1 Grand Prix, Fórmula Renault 1.6 Bélgica e Superleague Fórmula.

## História
A Team Astromega foi criada em 1995 pelo piloto belga de Fórmula 3000 Mikke Van Hool, que quis pilotar na sua própria equipa. Desde 1996, Sam Boyle tem sido o gestor da equipa.
Em 2003, Werner Gillis, um perito em gestão financeira, tornou-se co-proprietário da equipa. No mesmo ano, Robby Arnott juntou-se à equipa como engenheiro-chefe, depois de trabalhar com a equipa DAMS.
Em 2003, um campeonato belga de Fórmula Renault 1.6 foi criado e a Astromega foi selecionada para organizar a assistência técnica para os testes de rookies do campeonato, assistindo dois pilotos, do Karting Indoor e normal. Mais tarde, no campeonato de 2006, a Team Astromega participou com um carro, conduzido pelo piloto britânico Craig Dolby, que se tornou campeão. Em 2007, o britânico Jack Piper e a Letã Karlīne Štāla (que se tornou a primeira mulher de sempre a ganhar um campeonato de monolugares), foram os pilotos da equipa.
A Astromega tem estado envolvida no A1 Grand Prix desde a temporada inaugural, em 2005–06, gerindo a A1 Team China and later A1 Team Portugal.